# Archidiecezja Lomé
Archidiecezja Lomé (łac. Archidioecesis Lomensis, fr. Archidiocèse de Lomé) – rzymskokatolicka archidiecezja ze stolicą w Lomé, w Togo.
Archidiecezja podlega metropolii Lomé.

## Historia
- 14 września 1955 powołanie rzymskokatolickiej Archidiecezji Lomé

## Arcybiskup Lomé
- Franz Wolf (16 marca 1914 - 1921)
- Jean-Marie Cessou (11 stycznia 1921 - 3 marca 1945)
- Joseph-Paul Strebler (8 listopada 1945 - 16 czerwca 1961)
- Robert-Casimir Tonyui Messan Dosseh-Anyron (10 marca 1962 - 13 lutego 1992)
- Philippe Fanoko Kossi Kpodzro (17 grudnia 1992 - 8 czerwca 2007)
- Denis Komivi Amuzu-Dzakpah (8 czerwca 2007 - 23 listopada 2019)
- Nicodème Anani Barrigah-Benissan (23 listopada 2019 - 4 sierpnia 2024)